# NGC 7030
NGC 7030 (другие обозначения — PGC 66283, ESO 598-28, MCG -4-50-3, IRAS21083-2041) — спиральная галактика с перемычкой (SBab) в созвездии Козерог.
Этот объект входит в число перечисленных в оригинальной редакции «Нового общего каталога».